# Alex Mooney
Alexander Xavier Mooney dit Alex Mooney, né le 5 juin 1971 à Washington (district de Columbia), est un homme politique américain. Membre du Parti républicain, il est élu de Virginie-Occidentale à la Chambre des représentants des États-Unis de 2015 à 2025.

## Biographie

### Débus en politique
En 1992, alors qu'il étudie au Dartmouth College, Alex Mooney obtient l'investiture républicaine pour la Chambre des représentants du New Hampshire mais est battu,. Il rejoint l'équipe du représentant du Maryland Roscoe Bartlett l'année suivante.
En 1998, il bat un républicain modéré sortant et est élu au Sénat du Maryland. Après trois mandats, il est défait en 2010 par l'ancien maire démocrate de Frederick Don Young. Il prend alors la tête du Parti républicain du Maryland, qu'il conserve jusqu'en 2013.
Peu avant les élections de 2012, il remplit une déclaration de candidature pour pouvoir lever des fonds pour succéder à Roscoe Bartlett en 2014. Cependant, sa demande est rejetée car il est encore enregistré comme collaborateur du représentant. Lors des élections, Barlett est battu dans un 6e district du Maryland redécoupé en faveur des démocrates.

### Représentants des États-Unis
En 2014, il se présente dans le 2e district de Virginie-Occidentale. La représentante sortante, la républicaine Shelley Moore Capito, est candidate au Sénat. Soutenu par le Tea Party, il remporte la primaire républicaine avec environ 35 % des suffrages face à six autres candidats. Accusé de parachutage, il répond qu'il souhaite élever ses enfants dans un État qui partage ses valeurs. Il est élu représentant avec 47,1 % des voix contre 43,9 % pour Nick Casey, ancien président du Parti démocrate de Virginie-Occidentale, 5 % pour un candidat libertarien et 4,1 % pour un indépendant. Le district avait pourtant voté à 60 % pour Mitt Romney en 2012. Il est le premier hispanique représentant la Virginie-Occidentale au Congrès.
Candidat à un deuxième mandat en 2016, il est réélu avec 16 points d'avance sur son adversaire démocrate. Avec environ 58 % des voix, il réalise un score bien inférieur à celui de Donald Trump lors de la élection présidentielle concomitante (qui devance Hillary Clinton de 36 points). Lors des élections de 2018, il remporte un troisième mandat avec 54 % des voix face à la démocrate Talley Sergent, directrice de campagne de Clinton dans l'État en 2016. Il est de nouveau élu en 2020 après avoir remporté 62,2 % des voix face à Cathy Tunkel, candidate démocrate.
Quelques jours après sa nette réélection pendant les élections de 2022, il annonce sa candidature pour l'élection sénatoriale de 2024 en Virginie-Occidentale pour le siège alors occupé par le démocrate Joe Manchin. Il est largement battu par le gouverneur Jim Justice lors de la primaire républicaine. Il ne se représente pas à la Chambre des représentants qu'il quitte à la fin de son mandat en janvier 2025.